# Appalache flóratartomány

A amerikai tulipánfa (Liriodendron tulipifera) elterjedési területe

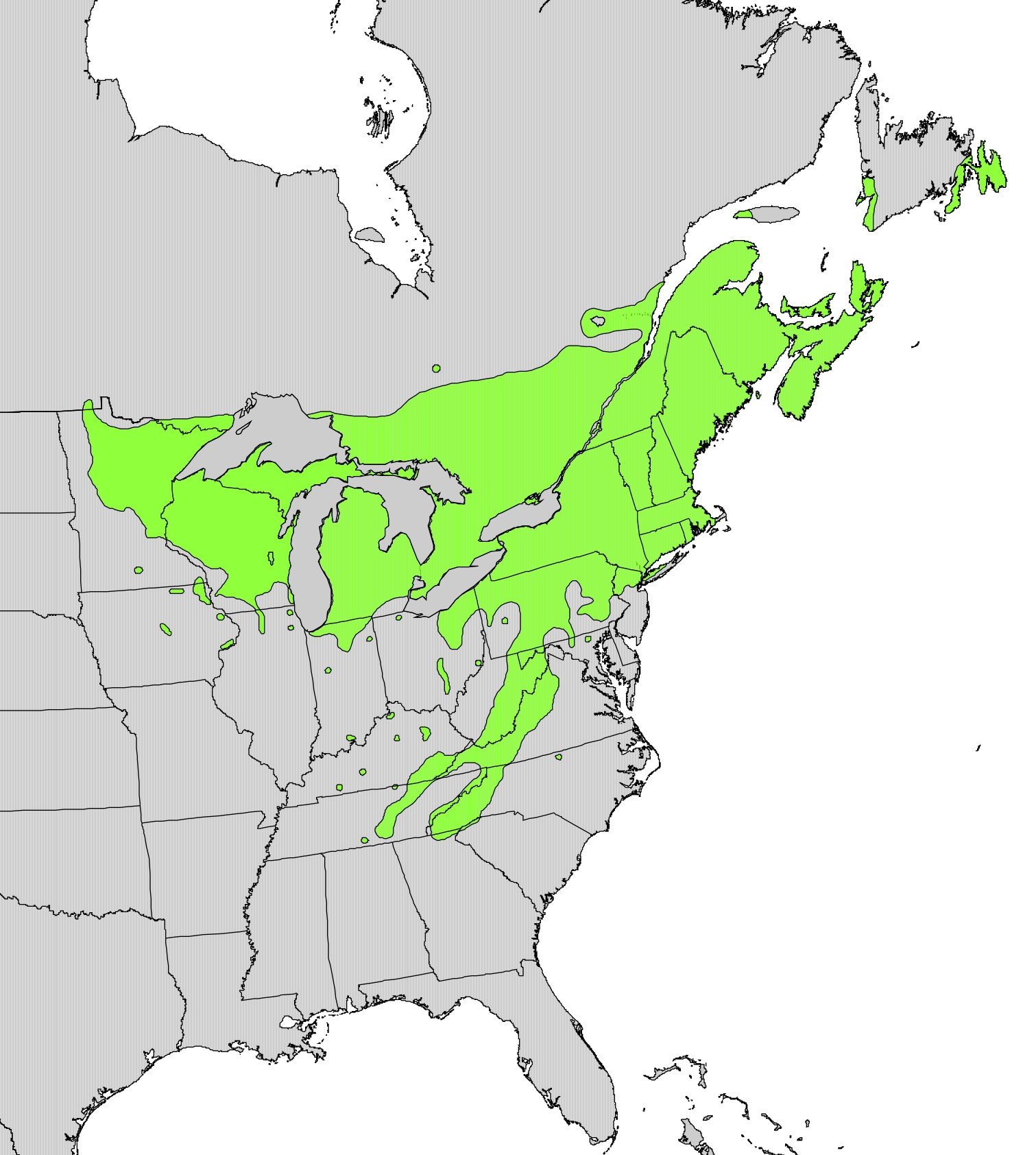
A sárga nyír (Betula alleghaniensis) elterjedési területe

Az Appalache flóratartomány az atlantikus–észak-amerikai flóraterület három flóratartományának egyike. Flórája az európai növényzet közeli rokona – több vikariáló fajjal, közös nemzetségekkel (tölgy, bükk, dió, gesztenye, nyír stb.).
Éghajlata az Atlanti-óceán közelsége miatt jellemzően óceáni. Ezen az éghajlaton fejlődtek ki jellegzetes, igen fajgazdag fás növénytársulásai, az észak-amerikai lombhullató erdők.

## Karakterfajok
Erdőalkotó fái a különféle:
- juhar (Acer),
- tölgy (Quercus),
- bükk (Fagus),
- gesztenye (Castanea), négy fajjal,
- hárs (Tilia),
- éger (Alnus),
- szil (Ulmus),
- nyír (Betula),
- hikoridió (Carya),

fajok, valamint
- az amerikai gyertyán (Carpinus caroliniana).

A kelet-ázsiai flóraterülettel rokon fái:
- liliomfa (Magnolia spp.),
- nyugati ostorfa (Celtis occidentalis),
- nyugati platán (Platanus occidentalis),
- dió (Juglans spp.).
- hemlokfenyő (Tsuga spp.) négy fajjal,
- duglászfenyő (Pseudotsuga spp.).

Tipikusan amerikai fajok:
- amerikai tulipánfa (Liriodendron tulipifera),
- amerikai ámbrafa (Liquidambar styraciflua).

## Jellegzetes növénytársulássai
Jellegzetes erdőtípusai:
- tölgyes–tulipánfás erdő,
- tölgyes–gesztenyés erdő,
- tölgyes–hikoridiós erdő.

A folyóvölgyekben foglalnak el jelentős területeket a bükkös–magnóliás erdők.
Az Appalache-hegység magasabb részeinek két uralkodó faja
- nagylevelű bükk (Fagus grandifolia),
- cukorjuhar (Acer saccharum).

Az ártéri erdők fő erdőalkotó fajai:
- kanadai nyár (Populus x canadensis),
- ezüstlevelű juhar,
- kőrislevelű juhar (Acer negundo),
- keleti platán (Platanus orientalis).

## A lombhullató erdők állatvilága
A lombhullató erdők állatvilága szegényesebb az eurázsiai erdőkénél. A boreális öv területekről  vándorolt be a rozsomák és a coboly, az  afrikai területekről a sakál. A közismert nagyvadak:
- őz,
- gímszarvas,
- vaddisznó,
- az amerikai bölény.

A fontosabb ragadozk:
- farkas,
- róka,
- a menyétfélék közül: 
  - nyest,
  - görény,
  - nyuszt.

Több emlős, így a barnamedve és a különböző denevérfajok is téli álomba merülve alkalmazkodnak a hideg évszakhoz. A madarak között sok a vándorló faj. Az áttelelő fajok vedléssel reagálnak az évszakok változására.